# Bakke (Agder)
Bakke is een voormalige gemeente in de voormalige  fylke Vest-Agder in het zuiden van Noorwegen. Het grootste dorp in de gemeente was Sira waar de parochiekerk stond. Het grootste deel van de voormalige gemeente, inclusief Sira, maakt sinds 1965 deel uit dan de toen gevormde gemeente Flekkefjord. Het noordelijke deel van de gemeente werd bij Sirdal gevoegd. 